# LGBT práva v Thajsku

Duhová mapa Thajska

Lesby, gayové, bisexuálové a translidé (LGBT) se v Thajsku mohou setkávat s právními komplikacemi neznámými pro většinové obyvatelstvo. Mužská i ženská stejnopohlavní sexuální aktivita je v zemi legální, ale páry stejného pohlaví a domácnosti jimi tvořené nedisponují stejnou právní ochranou jako páry různého pohlaví.
V roce 2013 publikoval magazín The Bangkok Post článek, v němž se psalo, že ačkoli se Thajsko, pokud jde o LGBT turismus, těší atraktivitě, realita je taková, že zákony a často i veřejné mínění domorodého obyvatelstva zpravidla nejsou zdaleka tak liberální, jak se na první pohled jeví. Přední thajskou organizací lobbující za uzákonění stejnopohlavních sňatků je Anjaree. Podle zprávy Americké agentury pro mezinárodní rozvoj a Rozvojového programu OSN z r. 2014 se LGBT Thajci stále setkávají s diskriminací na pracovním trhu a ve styku se společností, a ačkoli má země z hlediska cestovního ruchu status gay friendly, reálná akceptace netradičních sexualit stále pokulhává.
K jistému posunu z hlediska nahlížení na LGBT témata v Thajsku začalo docházet během 90. let, přičemž k největšímu mezníku došlo na přelomu století. V roce 2015 přijalo Thajsko rozsáhlou antidiskriminační legislativu chránící práva jiných sexuálních orientací a genderových identit. Od roku 2019 probíhalo v thajském parlamentu několik diskuzí ohledně návrhu zákona o registrovaném partnerství, který by homosexuálním párům poskytl určitá práva a povinnosti vyplývající z manželství, zejména v oblasti společného majetku a dědictví, ale ne pokud jde o veřejné služby, daně a adopce dětí.
Díky bezpečnosti, rozsáhle vybudované LGBT scéně a otevřenosti získal Bangkok v roce 2017 status druhého nejvíc gay friendly asijského města po izraelském Tel Avivu.
Thajské cestovní kanceláře mimo jiné také spustily globální projekt s názvem "Go Thai Be Free", v němž se snaží do země přilákat co nejvíce LGBTQ+ turistů, a to pomocí stálého udržování profilu Thajska coby LGBTQ+ friendly země.

## Právní status
Konsensuální a bezúplatný pohlavní styk mezi dospělými osobami téhož pohlaví známý dříve jako sodomie byl v Thajsku dekriminalizován v r. 1956. Věk způsobilosti k pohlavnímu styku je pro obě orientace stanovený na 15 let. Nicméně na projevy homosexuality a transgenderu se stále pohlíželo jako na duševní nebo mentální poruchu. Ke změnám postojů a veřejné politiky vůči LGBT začalo docházet v průběhu 90. let minulého století a na počátku 21. století. V r. 2002 vyřadilo Ministerstvo zdravotnictví homosexualitu ze seznamu nemocí a duševních poruch. V r. 2005 zrušily Thajské ozbrojené síly zákaz LGBT lidí sloužit v armádě. Předtím byli podle zákona z r. 1954 příslušníci LGBT komunity považováni za duševně nemocné, a tudíž nezpůsobilé vojenské služby.
V r. 2007 novelizovala thajská vláda část trestního zákona týkající se sexuálního násilí tak, aby se za oběť dal považovat i muž. Kromě ustanovení, že obětí znásilnění může být jak žena, tak i muž, byl přijat dodatek o zákazu nuceného pohlavního styku v manželství.
V květnu 2009 potvrdil Thajský červený kříž zákaz mužů majících sex s muži (MSM) darovat krev navzdory probíhajícím kampaním za zrušení této politiky.

## Stejnopohlavní soužití a rodinné právo

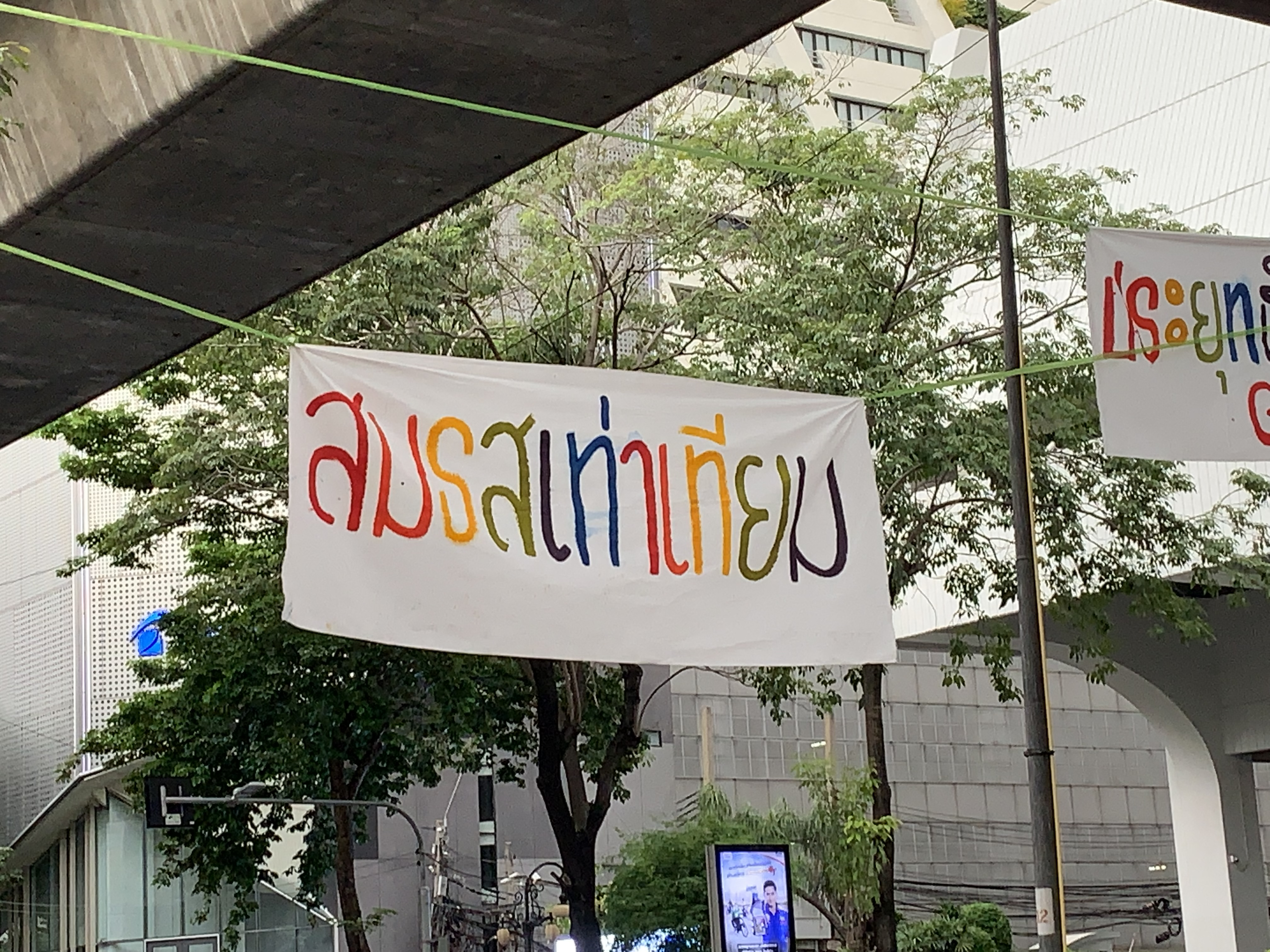
Nápis "สมรสเท่าเทียม" (Thajci pro "rovné manželství"; slogan vyzývající k legalizaci stejnopohlavního manželství na festivalu Bangkok Pride, 2022

Thajsko neuznává stejnopohlavní manželství, registrované nebo domácí partnerství párů stejného pohlaví, a proto není zcela jasné, jaké mají homosexuální páry a LGBT jednotlivci možnosti, pokud jde o osvojování dětí nebo pěstounskou péči. Navzdory nedostatku právního uznání, jsou homosexuální páry v Thajsku vesměs tolerovány, zejména ve větších městech jako je Bangkok, Phuket nebo Pattaya.
V září 2011 navrhl Vládní výbor pro lidská práva (National Human Rights Commission) a Sexual Diversity Network návrh zákona o stejnopohlavním manželství se snahou o získání podpory ze strany ministrů.
V prosinci 2012 založila vláda komisi pověřenou sepsáním legislativy uznávající svazky párů stejného pohlaví. 8. února 2013 uspořádalo Ministerstvo spravedlnosti a Parlamentní výbor pro právní záležitosti první veřejnou debatu na téma návrhu zákona o registrovaném partnerství sepsanou předsedu výboru Pol Gen Viroonem Phuensaenem.
V září 2013 informoval The Bangkok Posto tom, že pokus gay aktivisty a prezidenta Gay Political Group of Thailand Natee Teerarojjangaponga, o registraci manželského certifiátu s mužským partnerem byl neúspěšný. He requested the official document from the district office specifying the reason for this rejection, and gave it to NHRC commissioner Tairjing Siriphanich in Bangkok.
Do roku 2014 získal návrh zákona o stejnopohlavním manželství podporu napříč celým politickým spektrem, ale nestihlo se o něm hlasovat kvůli politické krizi. Ve druhém pololetí 2014 se objevilo několik zpráv o tom, že návrh zákona o registrovaném partnerství se stane předmětem jednání parlamentu ovládaném vojenskou juntou. Registrované partnerství by dalo homosexuálním párům část manželských práv a povinností, ale setkalo se s kritikou kvůli tomu, že je mohou uzavřít pouze osoby, které dosáhly 20 let, a ne 17 let. Další spornou částí bylo vyjmutí adopčních práv ze zákona. 
V r. 2015 shledal průzkum Nida Poll provedený Národním institutem pro rozvoj administrativy (National Institute of Development Administration), že 59,2 % Thajců by podpořilo stejnopohlavní manželství, zatímco 35,4 % bylo proti.
Thajské průzkumy veřejného mínění konstitentně favorizují legalizaci homosexuálních sňatků.
V roce 2017 thajská vláda podpořila petici s 60 tisíci podpisy požadující uzákonění registrovaného partnerství párů stejného pohlaví. Pitikan Sithidej, ředitelka odboru pro ochranu práv a svobod thajského resortu spravedlnosti, potvrdila přijetí dokumentu s tím, že se sama osobně zasadí, aby příslušný zákon byl přijat, pokud možno, co nejdříve. 4. května 2018 pak thajské ministerstvo spravedlnosti zahájilo diskuze na téma návrhu zákona o registrovaném partnerství pod názvem "Návrh zákona o registraci životního partnerství párů stejného pohlaví". V případě přijetí by pak homosexuální páry mohly registrovat svůj svazek jako "životní partnerství" a získat tak určitá práva vyplývající z manželství. Návrh zákona byl diskutován ve veřejných slyšeních v období 12. - 16. listopadu a získal 98 % podporu. 25. prosince 2018 byl návrh odsouhlasen thajskou vládou.
8. července 2020 přijala thajská vláda novou verzi návrhu zákona, kterým se nyní zabývá Národní shromáždění.
V červnu 2020 navrhl poslanec Strany pokroku (Move Forward Party) zákon legalizující manželství párů stejného pohlaví. Veřejné diskuze na téma stejnopohlavního manželství byly spuštěny 2. července.
| „ | Manželstvím se myslí, když muž a žena chtějí žít spolu, a vybudovat vzájemný vztah jako manžel a manželka za účelem vzájemné reprodukce, a to v plném souladu s platnými morálními, tradičními a náboženskými zásadami, jakož i platnými zákony. Manželstvím se myslí výhradní svazek muže a ženy, soudce thajského ústavního soudu, 2021 | “ |

V roce 2021 rozhodlo plénum thajského ústavního soudu, že sekce 1448 občanského a obchodního zákoníku vymezující manželství jako výhradní svazek mezi ženou a mužem je ústavní. Po vydání příslušného nálezu byl zveřejněn ještě dodatek, že příslušníci LGBTIQ+ komunity se nemohou reprodukovat, jednají v rozporu s přírodními zákony, a na rozdíl od zvířat se chovají neobvykle. V dokumentu dále stojí, že LGBTIQ+ minorita je bizarním živočišným druhem, který by měl být separován od ostatních, a podroben vědeckému zkoumání, neboť nedokáže vytvářet pevné a kvalitní vzájemné vztahy. Text byl kritizován thajskými LGBTIQ+ lidmi pro homofobii a politickou nekorektnost.
V roce 2022 přijal thajský parlament několik návrhů zákona dávajícím homosexuálním párům právní status. Mezi nimi byly i opoziční návrh z dílny Strany pokroku, která si klade za cíl novelizaci stávajících zákonů regulujících manželství tak, aby jej mohly uzavírat všechny páry bez ohledu na pohlaví, a vládní návrh zákona o registrovaném partnerství, který by párům stejného pohlaví poskytl určitá, ale ne všechna, práva a povinnosti vyplývající ze sňatku.
14. února 2023 se bangkokská čtvrť Dusit stala první thajskou jurisdikcí, která začala homosexuálním párům umožňovat certifikaci svých partnerství. Ta však ale nemají vesměs žádné právní účinky.
V listopadu 2023 oznámil veřejnosti premiér Sretta Thavisin, že jeho kabinet schválil návrh zákona o manželství osob stejného pohlaví a dne 21. prosince 2023 jej podal k projednání v parlamentu. Ke konečnému schválení došlo společně s dalšími návrhy stejného zákonu od dalších parlamentních stran oběma komorami dne 18. června 2024 s platností od 23. ledna 2025. Thajsko se tak stalo první zemí v jihovýchodní Asii, která umožňuje stejnopohlavní manželství.

## Životní podmínky

### LGBT terminologie

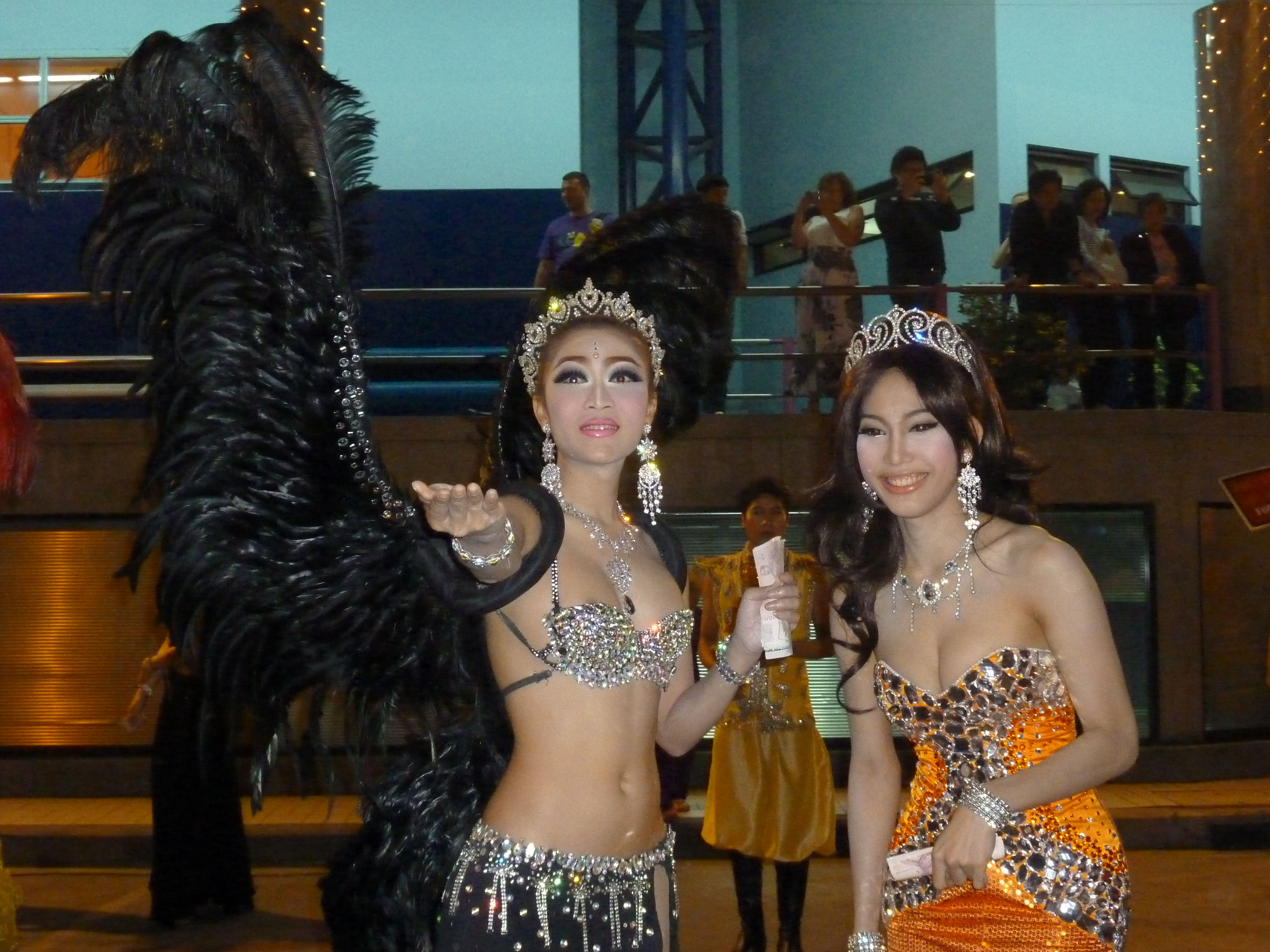
Kathoey tanečníci v Pattaye, prosinec 2011

V thajštině jsou "gayové" a "queer" lidé označovaní jako เกย์ (foneticky: ke). Termín katoey nebo kathoey (thajsky:กะเทย);foneticky: kathoei) označuje transženy nebo zjemnělé homosexuální muže. Thajská společnost má obecně vzato si kathoeye spojovat s třetím pohlavím, tedy jako muže a ženu v jednom. Homosexuálním a bisexuálním ženám se říká dee (ดี้), ale díky stále rostoucímu vlivu angličtiny používají Thajci i klasické označení lesba (thajsky: เล็สเบียน or เลสเบี้ยน; foneticky: letbian).
Thajština rovněž také uznává různé genderové a sexuální identity, včetně takzvaného tom (ทอม) přejatého z anglického slova "tomboy", který označuje ženy projevující se maskulinně, včetně způsobu mluvy, chování i oblékání. Toms nemusejí být nutně lesbické nebo bisexuální, ale okolí je tak často vnímá. Dalšími identitami jsou angees, kathoeyes, které toms přitahují, a adams, což jsou běžní muži vyhledávající intimní vztahy s toms.

### Homofobie a násilí
V roce 2016 napsal Paisarn Likhitpreechakul, jeden z předních členů Sogi Foundation, varovný článek v Bangkok Post, v němž upozornil na rozmáhající se trend takzvaných korektivních znásilnění páchaných převážně na lesbických ženách v rámci snah o změnu jejich sexuální orientace. Poukázal například na kauzu otce v Loei, který se přiznal ke znásilnění své čtrnáctileté dcery projevující se jako tomboy, a vyjádřil obavu, aby se z takových praktik později nestal normální fenomén tolerovaný nebo dokonce akceptovaný thajskou společností, jelikož takových případů může být mnohem víc. Thajský právní řád totiž v případě vražd LGBT Thajců a Thajek ani nepracuje s termínem zločin z nenávisti. Úřad Vysokého komisaře OSN pro lidská práva identifikoval, že vraždy, fyzické ataky, únosy, sexuální a jiné násilí páchané na LGBT lidech z motivu homofobie nebo transfobie bývá obzvlášť brutální ve srovnání s běžnou předsudečnou trestnou činností.

### Vzdělávání
26. prosince 1996 vyšel v Bangkok Post článek, ve kterém Rajabat Institute Council, kolektivní vedoucí orgán všech thajských vysokých škol, deklaroval záměr znemožnit homosexuálně orientovaných osobám výkon pedagogické činnosti, jak požadoval náměstek tehdejšího thajského ministra školství Surapron Danaitangtrakul. Toto sdělení se pak následně stalo terčem ostré kritiky z řad lidskoprávních a jiných skupin, které požadovaly stažení této školské politiky. 25. ledna 1997 jim Danaitangtrakul vyhověl s tím, že Institut bude zohledňovat jiná kritéria pro posouzení vhodnosti uchazečů o výkon pedagogické činnosti, mezi nimiž už nebude figurovat homosexualita jako taková.

### Věznice
Několik let byl součástí thajské vězeňské politiky respekt k sexuální diverzitě, tedy umisťování odsouzených do cel v souladu s jimi deklarovanou genderovou a sexuální orientací. Gayům, jakož i všem vězňům mužského pohlaví, je běžně při nástupu k výkonu trestu odnětí svobody oholená hlava. Ženské trestankyním je zakázáno používání make-upu, zatímco homosexuálním mužům nikoliv. Podle informací převzatých ze statistik thajské justice bylo v roce 2016 ve výkonu trestu odnětí svobody celkem 4448 LGBT trestanců, z toho 1804 byli katoey (transžena nebo zženštilý gay), 352 gayové (เกย์), 1247 tom (ทอม; maskulinně se projevující ženy), 1011 dee (ดี้; lesbické ženy projevující se feminně) a 34 MaletoFemale transgender.

### Politika

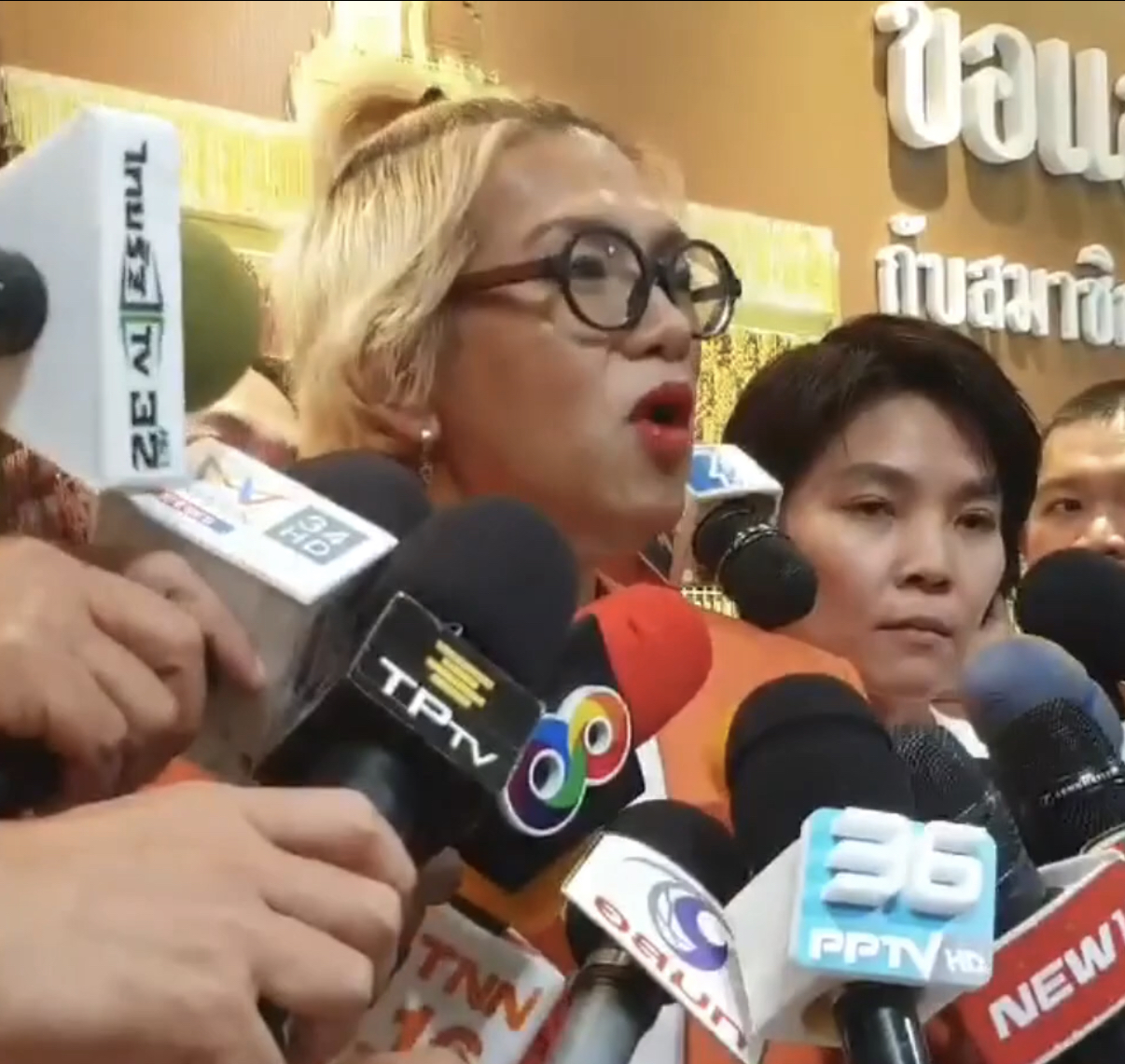
Tanwarin Sukkhapisit, první thajský transgender politik

V thajských parlamentních volbách 2019 vyjádřilo několik politických stran podporu legalizace homosexuálních sňatků a LGBT práv. Budoucnost vpřed (Future Forward Party) volala po legalizaci stejnopohlavního manželství a novelizaci školského zákona odstraňující propagaci veškerých stereotypů a předsudků vůči LGBTIQ+ komunitě. K podpoře legalizace manželství pro páry stejného pohlaví se připojily i další thajské politické strany - Mahachon Party, Thai Local Power Party, Polamuang Thai Party, Thajská liberální strana, Puea Chat Party, Strana lidu a Demokratická strana. S homosexuálním manželstvím souhlasí mimo jiné i nejsilnější strana v thajském parlamentu Pheu Thai Party. Thai Raksa Chart Party zrušená v březnu 2019 z důvodu politické účasti princezny Ubolratana Radžakanjaové ve svém programu uváděla, že podporuje registrované partnerství párů stejného pohlaví.
V březnu 2019 byl transgender filmový režisér Tanwarin Sukkhapisit za stranu Budoucnost vpřed (Future Forward Party) zvolen do thajského parlamentu, díky čemuž se stal prvním LGBTIQ+ otevřeným politikem v Thajsku. Spolu s ním byli zvoleni další tři transgender kandidáti ze stejného politického tábora Tunyawaj Kamonwongwat, Nateepat Kulsetthasith a Kawinnath Takey.

### LGBT život

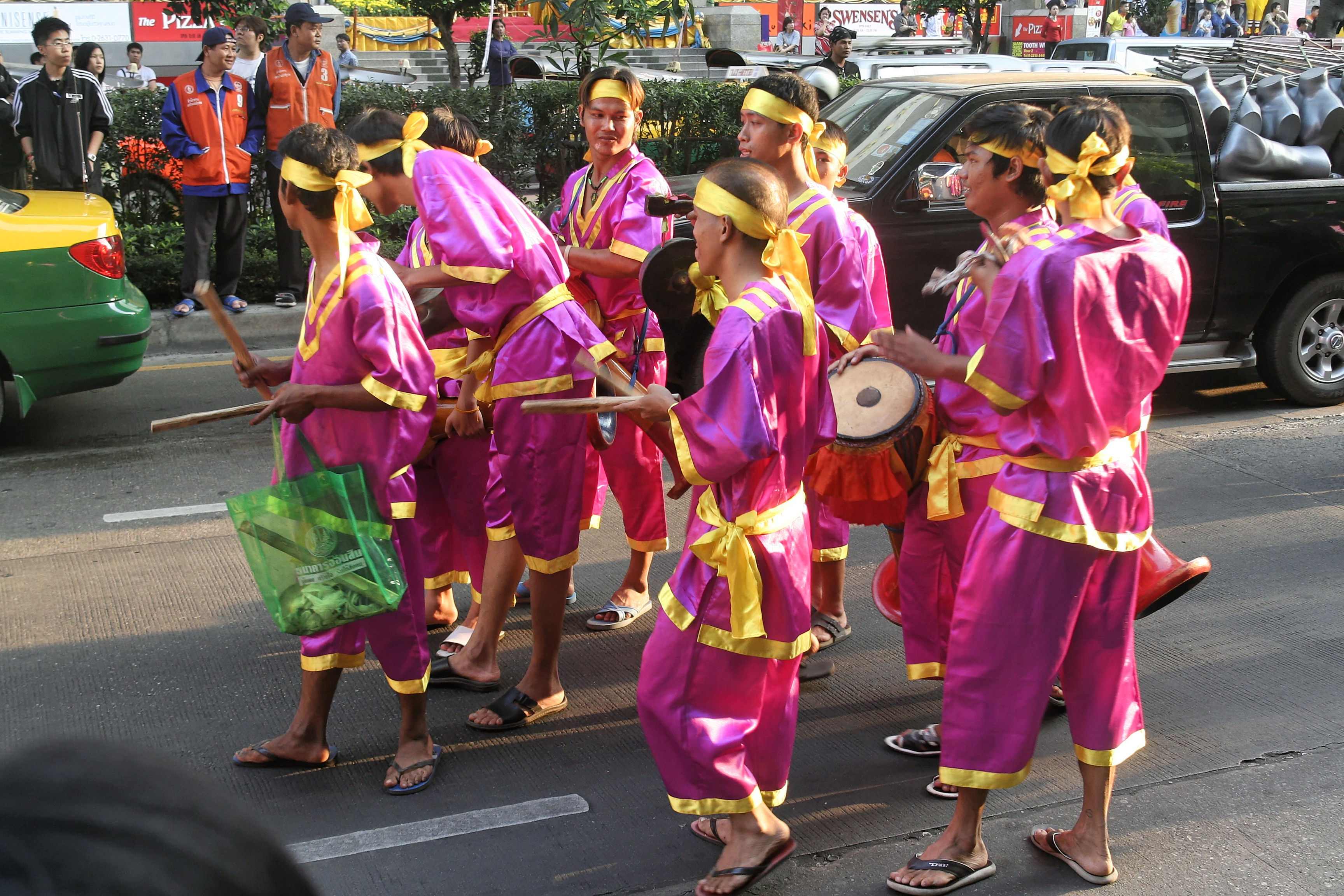
Bangkok Pride, 2006

Thajsko je dlouhodobě považované za velice otevřenou a liberální zemi ve vztahu k LGBT s velice kvalitně vybudovanou sítí různých barů a nočních klubů a prvním thajským LGBT magazínem Mithuna, vydávaným od roku 1983.
V roce 1989 se ale thajský LGBT aktivista nechal nicméně slyšet, že je situace více komplikovaná. Ačkoliv se sexuální menšiny nesetkávají s represí ze strany státu, nejsou z důvodu nedostatečného povědomí a osvětě ze strany společnosti akceptovány, případně je na ně vyvíjen tlak, aby svou odlišnost víceméně skrývaly. Myšlenka otevřeně homosexuálních lidí a práv gayů a leseb jako takových je pro řadu Thajců stále velkým tabu.
K jistému posunu v této oblasti došlo v 90. letech, kdy se začalo konat více veřejných akcí, včetně pravidelných festivalů LGBT hrdosti v letech 1999-2007 v Bangkoku, které skončily kvůli polarizaci thajské LGBT komunity a nedostatku finančních prostředků. Nový Bangkok pride se měl konat znovu po 11 letech v listopadu 2017, ale byl odložen z důvodu smutku po úmrtí thajského krále Rámy IX.
V Phuketu se festivaly gay hrdosti konají pravidelně od roku 1999. Druhá zamýšlená akce tohoto typu v severním městě Čiang Mai se v roce 2009 setkala s takovým otevřeným odporem z řad veřejnosti, že byla nakonec zrušená. Rozhodnutí jejich účastníků předcházel útok z řad místní politické skupiny, které se shromáždila kolem jejich budovy házejíc na ní ovoce a kameny a vykřikujíc do megafonu nenávistná slova. However, ten years later, more than 500 people including some politicians marched in the Chiang Mai Pride parade on 21 February 2019.
Songkran je v Oslavou Nového roku v jihovýchodní Asii a tradičně připadá na 13. dubna, přičemž dny 14. a 15. duben jsou obdobím pracovního klidu. Kromě tradičních návratů domů, rodinných sešlostí a vzájemného polévání vodou se při této příležitosti koná také několik gay oslav, které v roce 2019 oslavily už své 14. výročí.

### Média
| „ | Showbyznys nás přijímá doslova s otevřenou náručí, když máme smysl pro humor, a umíme bavit společnost. Nicméně pokud chceme být bráni víc vážně a diskutovat o důležitých tématech jako je třeba zdravotnictví, tak už se nám nedostává takové zdvořilosti - Prempreeda Pramoj Na Ayutthaya, transgender aktivistka z programu UNESCO | “ |

Od 80. let vychází v Thajsku několik LGBT orientovaných publikací a co se týče filmového průmyslu, tak v něm se LGBT postavy běžně vyskytují už od 70. let. Jsou ale spíše komického charakteru. Podrobněji se LGBT tématy začala thajská kinematografie zabývat až koncem 90. let.
Cenzura se v Thajsku LGBT témat na rozdíl od pornografie a propagace erotických pomůcek nijak nedotkla.

### Demografie
Podle odhadů LGBT Capital z roku 2018 žije v Thajsku přibližně 4,2 milionů LGBT lidí.

### Veřejné mínění
Podle průzkumu veřejného mínění z roku 2015 by 89 % Thajců nemělo problém s tím, kdyby jejich kolega byl gay nebo lesba, a 80 % by nevadilo ani, kdyby člen jejich rodiny byl LGBT. 59 % dotázaných by také podpořilo legalizaci homosexuálních sňatků.
Podle průzkumu YouGov z roku 2019 na reprezentativním vzorku 1025 respondentů by 63 % Thajců podpořilo stejnopohlavní partnerství, zatímco 11 % by bylo proti, a 27 % nebylo jednoznačného názoru. 69 % lidí ve věku 18-34 let by souhlasilo s registrovaným partnerstvím, zatímco 10 % by bylo proti. Z věkové skupiny 35-54 let jich bylo 56 % (33 % proti) a ze starších 55 let by bylo pro 55 % (13 % proti). Co se týče dosaženého vzdělání, tak z 66 % absolventů vysokých škol by bylo pro (10 % proti), 57 % bez vysokoškolského vzdělání by bylo pro (12 % proti). Z hlediska přijmu by 68 % vysokopříjmových skupin podpořilo registrované partnerství (7 % by bylo proti), u nízkopříjmových by to bylo 55 % (13 % by bylo proti. Pokud jde o pohlaví, tak by pro bylo 68 % žen (7 % proti) a 57 % mužů (14 % proti).

## Souhrnný přehled
| Legální stejnopohlavní styk                                                            | (1956)                         |
| Stejný věk legální způsobilosti k pohlavnímu styku pro obě orientace                   | (1997)                         |
| Antidiskriminační zákony v zaměstnání                                                  | (2015)                         |
| Antidiskriminační zákony v přístupu ke zboží a službám                                 | (2015)                         |
| Antidiskriminační zákony v ostatních oblastech (homofobní urážky, zločiny z nenávisti) | No                             |
| Stejnopohlavní manželství                                                              | (2025)                         |
| Jiná forma stejnopohlavního soužití                                                    | No                             |
| Adopce dítěte partnera                                                                 | (2025)                         |
| Společná adopce dětí stejnopohlavními páry                                             | (2025)                         |
| LGBT lidé smějí otevřeně sloužit v armádě                                              | (2005)                         |
| Možnost změny pohlaví                                                                  | (navrženo)                     |
| Právo na chirurgickou tranzici                                                         | (Nespecifikováno)              |
| Uznání třetího pohlaví                                                                 | (navrženo)                     |
| Individuální adopce dětí bez ohledu na sexuální orientaci                              | yes                            |
| Zákaz konverzní terapie dětí a mládeže                                                 | yes                            |
| Homosexualita deklasifikovaná jako nemoc                                               | (2002)                         |
| Přístup k umělému oplodnění pro lesbické ženy                                          | (2025; jen v rámci manželství) |
| Náhradní mateřství pro gay páry                                                        | (jen pro oddané páry)          |
| MSM smějí darovat krev                                                                 | No                             |